# Marc Snoeck
Marc Snoeck (Antwerpen, 13 januari 1954) is een Belgisch politicus voor Vooruit. Van 2019 tot 2024 was hij burgemeester van Halle.

## Levensloop
Snoeck groeide op in Antwerpen, maar door zijn huwelijk met Martine Lemonnier verhuisde hij naar Halle. Hij is er politiek actief sinds 1982. Eerst als OCMW-raadslid en vanaf 1988 zit hij onafgebroken in de gemeenteraad en van 2013 tot 2018 was hij eerste schepen.
Bij die gemeenteraadsverkiezingen van 14 oktober 2018 behaalde hij met zijn partij 18,2% van de stemmen, met een persoonlijke score van 1.361 voorkeurstemmen. Enkele dagen later werd aangekondigd dat sp.a, CD&V en Groen een akkoord hadden bereikt over de vorming van een nieuwe coalitie, met hem als burgemeester. Na de gemeenteraadsverkiezingen van 13 oktober 2024 werd in Halle een coalitie gevormd tussen N-VA en CD&V, waardoor Vooruit naar de oppositie werd verwezen. Na afloop van zijn burgemeesterschap in december 2024 werd Snoeck weer gemeenteraadslid.